# Tú (canción de Kudai)
«Tú» es una canción del grupo chileno Kudai, escrita y producida por Koko Stambuk e incluida en su segundo álbum de estudio Sobrevive (Re-editado). Se lanzó como cuarto sencillo del disco en agosto de 2007. Comercialmente, logró gran éxito en Latinoamérica, ocupando los primeros lugares de las listas en países como Chile y Argentina. Tú es la primera canción de Kudai que fue compuesta con Gabriela Villalba siendo miembro de la agrupación. 

## Video musical
El video musical de «Tú» fue filmado en Santiago de Chile el 6 de agosto de 2007 y fue dirigido por Juan Pablo Olivares, con quien habían estado trabajando desde que inició Kudai. La parte del video donde los miembros del grupo están cantando la rodaron en el parque de diversiones Fantasilandia. La trama del clip es sobre «la historia de un hombre que quiere recuperar a su hija, que es de lo mismo que habla la canción».

## Posicionamiento en listas
| Listas (2007-2008)          | Mejor posición |
| --------------------------- | -------------- |
| Argentina (Top 20 Singles)  | 2              |
| Chile (Top 20 Singles)      | 1              |
| Costa Rica (Top 10 Singles) | 5              |
| Paraguay (Radio Latina)     | 18             |